# Список Нобелівських лауреатів за країною

## Австралія
1. Елізабет Блекберн*, Медицина та фізіологія, 2009
2. Баррі Джеймс Маршалл, Медицина та фізіологія, 2005
3. Робін Воррен, Медицина та фізіологія, 2005
4. Пітер Доерті, Медицина та фізіологія, 1996
5. Джон Корнфорт, Хімія, 1975
6. Патрік Вайт, народився у Великій Британії , Література, 1973
7. Джон Кер'ю Еклс, Медицина та фізіологія, 1963
8. Френк Макфарлейн Бернет, Медицина та фізіологія, 1960
9. Говард Волтер Флорі, Медицина та фізіологія, 1945
10. Вільям Лоренс Брегг*, Фізика, 1915 (наймолодший власник премії)

## Австрія
1. МАГАТЕ, 2005
2. Ельфріда Єлінек, Література, 2004
3. Ерік Кендел*, Медицина та фізіологія, 2000
4. Вальтер Кон*, Хімія, 1998
5. Фрідріх фон Гаєк, Економіка, 1974
6. Конрад Лоренц, Медицина та фізіологія, 1973
7. Карл Фріш*, Медицина та фізіологія, 1973
8. Макс Фердинанд Перуц, Хімія, 1962
9. Вольфганг Паулі, Фізика, 1945
10. Ріхард Кун*, Хімія 1938
11. Отто Леві*, Медицина та фізіологія, 1936
12. Віктор Франц Гесс, Фізика, 1936
13. Ервін Шредінгер, Фізика, 1933
14. Карл Ландштейнер, Медицина та фізіологія, 1930
15. Юліус Ваґнер-Йауреґ, Медицина та фізіологія, 1927
16. Ріхард Адольф Зігмонді*, Хімія 1925
17. Фрітц Преґль, народився у Австро-Угорщині, тепер Словенія, Хімія, 1923
18. Роберт Барані, Медицина та фізіологія, 1914,
19. Альфред Герман Фрід, Премія миру, 1911
20. Філіп Лєнард*, народився у Австро-Угорщині, тепер Словаччина, Фізика, 1905
21. Берта фон Зутнер, народилася у Австро-Угорщині, тепер Чехія, Захист миру, 1905

## Азербайджан
1. Ландау Лев Давидович, Фізика, 1962

## Алжир
1. Клод Коен-Таннуджі *, Фізика, 1997
2. Альбер Камю*, Література, 1957

## Аргентина
1. Сезар Мільштейн, Медицина та фізіологія, 1984
2. Адольфо Перес Есківель, Премія миру, 1980
3. Луїс Федеріко Лелуар, Хімія, 1970
4. Бернардо Альберто Усай, Медицина та фізіологія, 1947
5. Карлос Сааведра Ламас, Премія миру, 1936

## Бангладеш
1. Мухаммад Юнус, Премія миру, 2006
2. Грамін Банк, Премія миру, 2006

## Білорусь
1. Алфьоров Жорес Іванович*, Фізика, 2000
2. Алексієвич Світлана Олександрівна, Література, 2015

## Бельгія
1. Пригожин Ілля Романович, народився у Росії, Хімія, 1977
2. Крістіан де Дюв, народився у Великій Британії, Медицина та фізіологія, 1974
3. Альберт Клод, Медицина та фізіологія, 1974
4. Жорж Пір, Премія миру, 1958
5. Корней Гейманс, Медицина та фізіологія, 1938
6. Жуль Борде, Медицина та фізіологія,1919
7. Анрі Лафонтен, Премія миру, 1913
8. Моріс Метерлінк, Література,1911
9. Огюст Беернарт, Премія миру,1909
10. Інститут міжнародного права, Премія миру,1904

## Болгарія
1. Еліас Канетті *, Література,1981

## Бразилія
1. Пітер Медавар *, Медицина та фізіологія, 1960

## Венесуела
1. Барух Бенасерраф*, Медицина та фізіологія, 1980

## В'єтнам
1. Лє Дик Тхо, Премія миру, 1973 (відмовився)

## Гана
1. Кофі Аннан, Премія миру, 2001

## Гватемала
1. Менчу Рігоберта, Премія миру, 1992
2. Міґель Анхель Астуріас, Література, 1967

## Греція
1. Одісеас Елітіс, Література, 1979
2. Йоргос Сеферис, Література, 1963

## Латвія
1. Вільгельм Оствальд, Хімія,1909

## Литва
1. Аарон Клуґ*, Хімія,1982

## Нігерія
1. Воле Шоїнка, Література, 1986

## Пакистан
1. Абдус Салам, Фізика, 1979

## Південно-Африканська Республіка
1. Сідні Бреннер, Фізіологія та медицина, 2002
2. Джон Максвелл Кутзее, Література, 2003
3. Фредерік Вільгельм де Клерк, Премія миру, 1993
4. Нельсон Мандела, Премія миру, 1993
5. Надін Гордімер, Література, 1991
6. Десмонд Туту, Мир, 1984
7. Аллан Кормак, Фізіологія та медицина, 1979
8. Альберт Лутулі, Премія миру, 1960
9. Макс Тейлер, Фізіологія та медицина, 1951

## Сент-Люсія
1. Дерек Волкотт, Література, 1992
2. Артур Льюїс, Економіка, 1979

## США
Дивіться Список Нобелівських лауреатів США

## Тринідад і Тобаго
1. Відьядхар Сураджпрасад Найпол, Література, 2001

## Туреччина
1. Орхан Памук, Література, 2006

### Україна
1. Центр громадянських свобод, Премія миру, 2022

## Фінляндія
1. Бенгт Гольмстрем, Економіка, 2016
2. Мартті Ахтісаарі, Премія Миру, 2008
3. Рагнар Граніт, Фізіологія та Медицина, 1967
4. Арттурі Ілмарі Віртанен, Хімія, 1945
5. Франс Еміль Сіланпяя, Література, 1939

## Франція
1. Серж Арош, фізика, 2012
2. Жуль Альфонс Гоффман, фізіологія і медицина, 2011
3. Жан Марі Гюстав Ле Клезіо, художня література, 2008
4. Люк Монтаньє, фізіологія і медицина, 2008
5. Франсуаза Барре-Сінуссі, фізіологія і медицина 2008
6. Альбер Фер, фізика, 2007
7. Ів Шовен, хімія, 2005
8. Ґао Сінцзянь, народився в Китаї, художня література, 2000
9. Клод Коен-Таннуджі, народився в Алжирі, фізика, 1997
10. Жорж Шарпак, фізика, 1992
11. П'єр Жиль де Жен, фізика, 1991
12. Моріс Алле, економіка, 1988
13. Жан-Марі Лен хімія, 1987
14. Клод Сімон, народився на Мадагаскарі, художня література, 1985
15. Жерар Дебре, Економіка, 1983
16. Жан Доссе, фізіологія і медицина 1980
17. Роже Гіймен, фізіологія і медицина 1977
18. Шон Макбрайд, Премія миру, 1974
19. Луї Неель, фізика, 1970
20. Рене Кассен, Премія миру, 1968
21. Альфред Кастлер, фізика, 1966
22. Франсуа Жакоб, фізіологія і медицина 1965
23. Жак Моно, фізіологія і медицина 1965
24. Андре Мішель Львофф, фізіологія і медицина 1965
25. Жан-Поль Сартр, художня література, 1964 (відмовився від премії)
26. Сен-Жон Перс, художня література, 1960
27. Альбер Камю, народився в Алжирі, художня література, 1957
28. Андре Фредерік Курнан, фізіологія і медицина 1956
29. Франсуа Моріак, художня література, 1952
30. Леон Жуо, Премія миру, 1951
31. Андре Жид, художня література, 1947
32. Роже Мартен дю Гар, художня література, 1937
33. Фредерік Жоліо-Кюрі, хімія, 1935
34. Ірен Жоліо-Кюрі, хімія, 1935
35. Іван Бунін, народився в Росії, на час присудження премії мешкав у Франції, художня література, 1933
36. Шарль Ніколь, фізіологія і медицина 1928
37. Анрі Бергсон, художня література, 1927
38. Фердинанд Бюіссон, Премія миру, 1927
39. Арістід Бріан, Премія миру, 1926
40. Жан-Батист Перрен, фізика, 1926
41. Анатоль Франс, художня література, 1921
42. Леон Буржуа, Премія миру, 1920
43. Ромен Роллан, художня література, 1915
44. Шарль Робер Ріше, фізіологія і медицина 1913
45. Алексіс Каррель, медицина, 1912
46. Поль Сабатьє, хімія, 1912
47. Віктор Гріньяр, хімія, 1912
48. Марія Кюрі, народилася в тодішній Російській імперії, нині Польща, хімія, 1911
49. Поль д'Етурнель де Констан, Премія миру, 1909
50. Габрієль Ліппман, народився в Люксембурзі, фізика, 1908
51. Альфонс Лаверан, фізіологія і медицина 1907
52. Луї Рено, Премія миру, 1907
53. Анрі Муассан Хімія, 1906
54. Фредерік Містраль, художня література, 1904
55. Анрі Беккерель, фізика, 1903
56. П'єр Кюрі, фізика, 1903
57. Марія Кюрі, народилася в тодішній Російській імперії, нині Польща, фізика, 1903
58. Фредерік Пассі, Премія миру, 1901
59. Сюллі-Прюдом, художня література, 1901